# Seweryn Pieniężny (ojciec)
Seweryn Pieniężny (ur. 6 stycznia 1864 r. w Poznaniu, zm. 2 grudnia 1905 r. w Olsztynie) – działacz społeczno-narodowy na Warmii, drukarz i redaktor.
Był synem organisty Marcina i Marianny z domu Słupińskiej. W kwietniu 1891 r. wziął ślub z Joanną, siostrą Jana Liszewskiego, miał z nią syna Seweryna.
Seweryn Pieniężny uczył się zawodu drukarza w Poznaniu. Pracował jako zecer w „Gońcu Wielkopolskim”. Do Olsztyna przybył w lipcu 1886 r. Wsparł Jana Liszewskiego w redagowaniu „Gazety Olsztyńskiej” (pierwszy jej numer ukazał się w kwietniu 1886 r.). W lutym 1891 r. przejął redakcję „Gazety” i zwiększył nakład pisma oraz częstotliwość wydawania.
Zaangażowanie Pieniężnego w działalność narodową na Warmii spowodowało, że wytoczono mu kilka procesów sądowych za rzekomo fałszywe przedstawianie sprawy prześladowań i ograniczania języka polskiego. W styczniu 1892 r. zorganizował serię wieców (w których występował również jako mówca) w podolsztyńskich wsiach takich jak: Purda, Bartołty Wielkie, Brąswałd i Bartąg. Ich celem była obrona języka polskiego. Od 1891 r. współtworzył biblioteczki jako subdelegat Towarzystwa Czytelni Ludowej. Wraz z Eugeniuszem Buchholzem założył Polsko - Katolickie Towarzystwo „Zgoda” pod wezwaniem św. Kazimierza w Olsztynie. W 1893 r. reprezentował Warmię na obchodach pięćdziesięciolecia kapłaństwa papieża Leona XIII w Rzymie. W 1898 r. został wybrany na wiceprzewodniczącego powiatowego komitetu wyborczego (na powiat olsztyński). Był łącznikiem tego komitetu z Centralnym Komitetem Wyborczym na Prusy Zachodnie.